# Werdermannia pubescens
Werdermannia pubescens là một loài thực vật có hoa trong họ Cải. Loài này được Barnéoud miêu tả khoa học đầu tiên.